# Burg Hohenkressberg
Die Ruine der Burg Hohenkressberg, früher auch Kreßberg genannt, ist der Rest einer Höhenburg auf dem 511 m ü. NN hohen Kreßberg im Ortsteil Hohenkreßberg der Gemeinde Kreßberg im Landkreis Schwäbisch Hall in Baden-Württemberg.

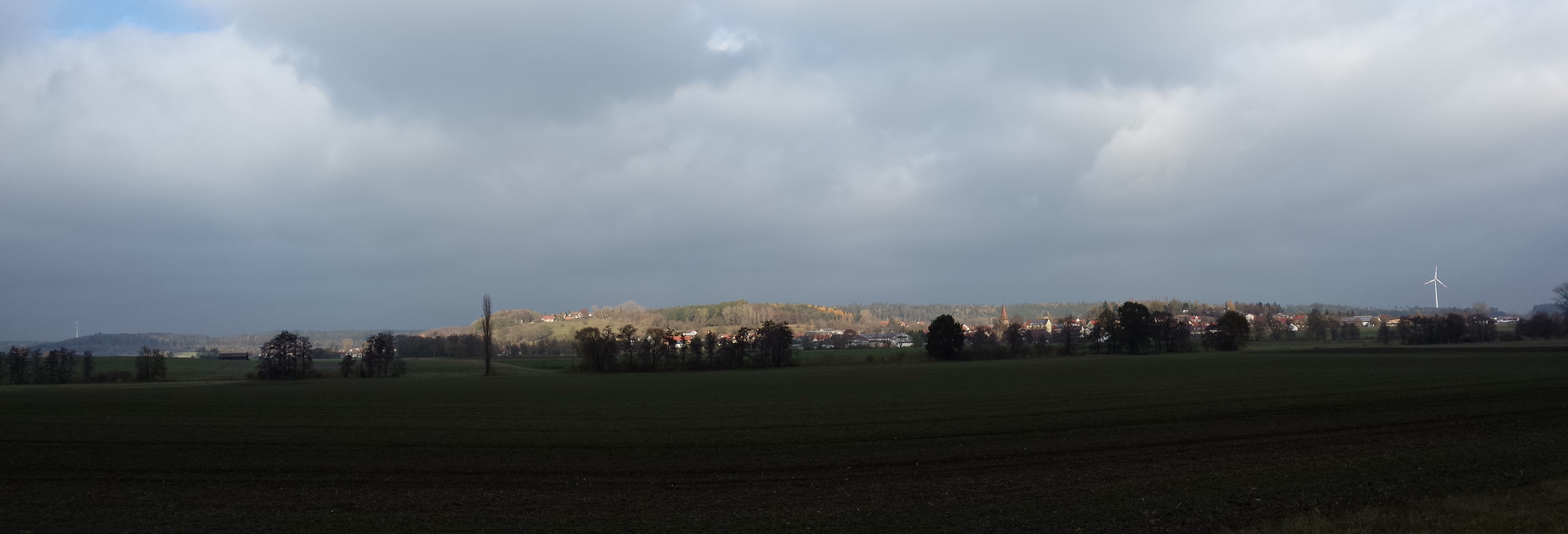
Ansicht des Kreßberger Ortsteils Marktlustenau. Links hinter der Pappel ist der Waldhügel zu sehen, auf dem die für die gesamte Gemeinde namensgebende Burg Hohenkreßberg stand.

## Geschichte
Die Burg wurde vermutlich im 13. Jahrhundert von den Herren von Kreßberg erbaut. Die erste urkundliche Erwähnung war um 1303, weitere Erwähnungen folgten 1333 und 1345.
Nach den Herren von Kreßberg wechselte die Burg mehrmals die Besitzer. 1545 wurde die Herrschaft Kreßberg an Ulrich von Knöringen, Amtmann in Crailsheim, verkauft. 1648 brannte die Burg nieder, und 1723 wurde im Grabenbereich der Burg eine Wallfahrtskapelle errichtet. Die ehemalige Burganlage verfügte über einen Halsgraben (Hanggraben), einen Randwall und einen Wassergraben.